# Bette Ford
Bette Ford (født Harriet Elizabeth Dingeldein den 24. juni 1937 i McKeesport, Pennsylvania er en amerikansk skuespiller samt tidligere model og professionel tyrefægter. Hun var den første amerikanske kvinde, der kæmpede på jorden mod en tyr i Plaza México, verdens største tyrefægter arena. Ford har også været castet til flere film, her iblandt Clint Eastwoods Dirty Harry vender tilbage og Honkytonk Man.

## Tidlig karriere som model og skuespiller
Bette Ford startede sin karriere som model og skuespiller i New York, hvor hun bl.a. optrådte I reklamer for ‘’Jantzen’’ i badetøj og for ‘’Parliament’’ som cigaretpigen (The Cigarette Girl). Hun har også optrådt i Tv , bl.a. i The Jackie Gleason Show og The Jimmy Durante Show.

## Tyrefægterkarriere
Under en optagelse til modelfotos i Bogotá, Colombia, blev Ford præsenteret for matador Luis Miguel Dominguín og så ham kæmpe i ringen. Kort efter dette møde forlod Ford New York og tog til Mexico for at træne til tyrefægter. Warner Bros optog en kort dokumentar om hendes træning . Filmen blev nomineret til titlen ‘’Best 2-Reel Short Film’’ i 1954.
Hendes historiske debut i Plaza México blev fulgt op af adskillige år, hvor hun kæmpede som figura (tyrefægterstjerne) i Mexico og på Philippinerne. MGM - studierne, som havde tilbudt hende en skuespillerkontrakt, før hun forlod New York, planlagde en spillefilm om hendes livshistorie og sendte derfor forskellige manuskriptforfattere, blandt disse John Meston, medforfatter til Gunsmoke, til Mexico for at diskutere opsætningen med Ford. Kort efter det første møde med Meston giftede Ford sig med ham, hvorefter hun trak sig tilbage fra karrieren som tyrefægter.

## Senere filmkarriere
Ford har medvirket I en del spillefilm, her iblandt Clint Eastwoods Dirty Harry vender tilbage og Honkytonk Man. Hun har ligeledes medvirket I Tv – serier, blandt andre Cheers, L.A. Law, Melrose Place' og Felicity. Hendes stemme kan høres i The Animatrix, den animerede DVD – version af filmtrilogien The Matrix.

## Privatliv
Ford var gift med John Meston (30. juli, 1914 – 24. marts 1979), bedst kendt for sit samarbejde med Norman Macdonnell om serien Gunsmoke. Efter hans død har hun ikke giftet sig igen.

## Filmografi
- Valley of the Sun Arkiveret 3. marts 2016 hos  Wayback Machine .... Bunny McGill (2011)
- The Animatrix .... (voice) The Old Woman (segment "Final Flight of the Osiris") (2003)
- Final Flight of the Osiris .... (voice) The Old Woman (2003)
- The Division .... (TV Episode) Mrs. Sanders (aka Heart of the City/Insult to the Body) (2002)
- Felicity .... (TV Episode) Professor May (Boooz) (2001)
- ER .... (TV Episode) Princess Taffeta (Fear of Commitment) (2001)
- Providence .... (TV Episode) Hildy (Taste of providence) (1999)
- Providence .... (TV Episode) Hildy (Blind Faith) (1999)
- Two Guys, a Girl and a Pizza Place .... (TV Episode) Marge Ryecart (aka Two Guys and a Girl) (1998)
- The Landlady .... Justine Welch (1998)
- My Engagement Party .... Estelle Salsburg (1998)
- Promised Land .... (TV Episode) Marie Jasper (aka Home of the Brave/The Winner) 1997)
- A River Made to Drown In .... Lady with Whip (1997)
- Nash Bridges .... (TV Episode) (aka Bridges/Till Death Do Us Part) (1996)
- A Face to Die For (TV Episode) .... Mrs. Berman (aka The Face) (1996)
- Life Among the Cannibals .... Betty (aka Thrill Kill) (1996)
- It Was Him or Us .... (TV Episode) Maggie Shepherd (1995)
- Party of Five .... (TV Episode) Miss Corso (Change Partners... and Dance) (1995)
- Thunder Alley .... (TV Episode) Wanda (Guess Who's Coming To Dinner) (1995)
- Tales from the Crypt .... (TV Episode "Surprise Party") Mrs. Peterson (1994)
- Season of Change .... Granny Upton (1994)
- Melrose Place .... (TV Episode) Mrs. Wilson (Married to It) (1993)
- The Wonder Years .... (TV Episode) Aunt Muriel (Scenes From a Wedding) (1992)
- The Commish .... (TV Episode) Irene Wallerstein (The Fourth Man) (1992)
- Lucy & Desi: Before the Laughter .... (TV Episode) De-De (1991)
- Dømt til døden .... Kate Hatcher (1990)
- The Fresh Prince of Bel-Air .... (TV Episode) Madame Chatchka (Bang the Drum, Ashley) (1990)
- Hunter .... (TV Episode) Anna Scarlatti (Son and Heir) (1990)
- Major Dad .... (TV Episode) Mom (Wedding) (1990)
- L.A. Law .... (TV Episode) Rusty Farrell (Open Heart Perjury) (1988)
- L.A. Law .... (TV Episode) Rusty Farrell (Belle of the Bald) (1988)
- L.A. Law .... (TV Episode) Rusty Farrell (Fetus Completus) (1988)
- L.A. Law .... (TV Episode) Rusty Farrell (The Brothers Grimm) (1987)
- A Year in the Life .... (TV Episode) Jackie (Acts of Faith) (1987)
- Crime Story .... (TV Episode) Angie (Atomic Fallout) (1987)
- Hotel .... (TV Episode) Mrs. Fielding (aka Arthur Hailey's Hotel/Echoes) (1985)
- Crazy Like a Fox .... (TV Episode) (Fox in 3/4 Time) (1985)
- Cheers .... (TV Episode) Irene Blanchard (Coach in Love: Part 2) (1984)
- Cheers .... (TV Episode) Irene Blanchard (Coach in Love: Part 1) (1984)
- St. Elsewhere .... (TV Episode) Pat Kroll (Playing God: Part 2) (1984)
- Emerald Point N.A.S. .... (TV Episode) Mrs. Randolph (Pandora's Box) (1984)
- Dirty Harry vender tilbage .... Leah (1983)
- Falcon Crest .... (TV Episode) Prison Guard (Judge and Jury) (1983)
- Falcon Crest .... (TV Episode) Prison Guard (Conspiracy) (1983)
- Another Woman's Child .... (TV Episode) Bar Girl (1983)
- Honkytonk Man .... Lulu (1982)
- James at 15 .... (TV Episode) Mrs. Droste (aka James at 16/The Girl with the Bad Rep) (1977)
- Emergency! .... (TV Episode) Juen Edwards (Hypochondricap) (1977)

## Eksterne links
- "La Estocada" (interviewed by Fortunato Salazar in Guernica magazine, 2011) Arkiveret 25. marts 2012 hos  Wayback Machine
- "Bette Ford: Story of a Lady Bullfighter" (Bette Ford interviewed by "Gus O'Shaugn" in the Village Voice, 1955)
- Bette Ford as a contestant på YouTube on What's My Line, 1957